# Fábrica Militar de Aviones
La Fábrica Militar de Aviones (FMA) fue una planta de diseño, prueba y fabricación de aviones de la Fuerza Aérea Argentina. Fue privatizada en 1995 y entregada a LMAASA (Lockheed Martin Aircraft Argentina SA), y luego fue re-estatizada en 2009 fundándose la actual FAdeA (Fábrica Argentina de Aviones).
Esta fábrica, fundada en 1927, constituyó el Instituto Aerotécnico (IA), DINFIA, IAME y IME a través de los años. Su producción se orientó a satisfacer las necesidades de la Fuerza Aérea, e incluyó el diseño de los prototipos de caza Pulqui I y Pulqui II y la fabricación de aviones DL, Pucará y Pampa.

## Historia

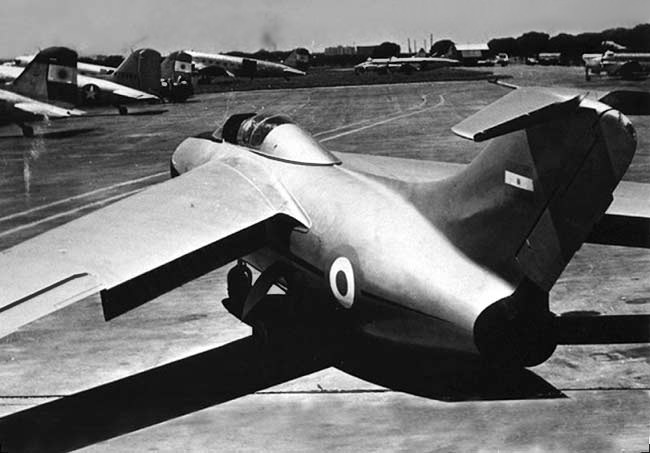
Pulqui II.

En 1927, el poder ejecutivo creó la Fábrica Militar de Aviones con la única función de fabricar aeronaves, en un contexto de industrialización creciente.
En los años cuarenta es creado el Instituto Aerotécnico (IA); y a fines de esta década, el ingeniero alemán Kurt Tank diseñó el I.Ae. 33 Pulqui II, primer avión de caza a reacción de fabricado por una nación latinoamericana.
En la década de 1950 la Fábrica Militar produjo para la Fuerza Aérea Argentina los aviones I.Ae. 35 Huanquero e IA-50 Guaraní II. Después cesó su producción hasta el inicio de la producción del avión de ataque FMA IA-58 Pucará, que entraría en acción en el Operativo Independencia de 1975 y la guerra de las Malvinas de 1982.
En 1951 se creó la Dirección General Técnica y la Dirección General de Fábricas, en el marco del proceso de industrialización que avanzaba por la época. En el mismo año nació la empresa «Industrias Aeronáuticas y Mecánicas del Estado» (IAME), enfocada en la fabricación de automóviles.
En 1955 la FMA ofreció a la Revolución Libertadora la fabricación de cien (100) aviones Pulqui II en un período de cinco años para reemplazar al caza I.Ae. 24 Calquín. La administración rechazó la propuesta argumentando urgencia en la sustitución de los Calquín. Al contrario, la Revolución compró a Estados Unidos un lote de F-86 Sabre excedentes de la guerra de Corea. Como efecto, la FMA perdió posibilidades de producción.
El 23 de enero de 1957 el Poder Ejecutivo creó la Dirección Nacional de Fabricaciones e Investigaciones Aeronáuticas (DINFIA). Esta nueva empresa estatal estaba constituida por ocho fábricas, entre las cuales la FMA era la principal.
En 1967 la Revolución Argentina transfirió DINFIA al ámbito del Comando de Material de la Fuerza Aérea Argentina, constituyendo el Área Material Córdoba (AMC).

### Concesión
En 1995, en el marco de la reducción estatal realizada por el presidente Menem, el poder ejecutivo entregó en concesión por veinticinco años el Área Material Córdoba, con la Fábrica Militar de Aviones, adjudicando el establecimiento a Lockheed Martin. La Fábrica Militar dejó de existir como tal para convertirse en Lockheed Martin Aircraft Argentina S. A.

## Aeronaves producidas

### Desarrollo propio
- Ae.C.1 (1931)
- Ae.C.2 (1932) y su derivado Ae.M.E.1 (1933)
- Ae.T.1 (1933)
- Ae.M.O.1 (1934) (más tarde Ae.M.Oe.1)
- Ae.C.e (1934)
- Ae.M.Oe.2 (1934)
- Ae.C.3 (1934)
- Ae.M.B.1 (1935)
- Ae. M.S.1 (1935)
- Ae.C.3.G (1936)
- Ae.C.4 (1936)
- F.M.A. 20 Boyero (1940)
- FMA 21 (1943)
- I.Ae. 22 DL (1944)
- I.Ae. 23 (1945)
- I.Ae. 24 Calquín (1946)
- I.Ae. 25 Mañque (1945)
- I.Ae. 27 Pulqui I (1947)
- I.Ae. 28 Super Calquín
- I.Ae. 30 Ñancú (1948)
- I.Ae. 31 Colibrí (1947)
- I.Ae. 32 Chingolo (1949)
- I.Ae. 33 Pulqui II (1950)
- I.Ae. 34 Clen Antú (1949)
- FMA I.Ae. 37 (1951)
- I.Ae. 35 Huanquero (1953)
- I.A. 36 Cóndor
- I.Ae. 37 Interceptor (1954)
- I.Ae. 38 Naranjero (1960)
- I.Ae. 41 Urubú (1953)
- I.Ae. 44 "DL" II
- I.Ae. 45 Querandí (1957)
- FMA_I.Ae._46_Ranquel (1958)
- I.Ae. Guaraní I (1961)
- IA-50 Guaraní II (1966)
- I.A. 51 Tehuelche (1963)
- I.A. 53 Mamboreta (1966)
- FMA IA-58 Pucará
- IA-63 Pampa (1988)
- IA-67 Córdoba (1980)
- Embraer/FMA CBA 123 Vector (1990)

### Bajo licencia
- Avro 504/Avro 504N Gosport (1928)
- Dewoitine D-21 C-1 (1929)
- Focke-Wulf FW 44 Stieglitz (1937)
- Curtiss Hawk 75 (1940)
- Beechcraft Mentor B-45 (1957)
- Morane Saulnier MS.760 Paris (1958)
- Cessna A-182 Skylane (1966)

### Motores aeronáuticos
- I.Ae. 16 El Gaucho
- I.Ae. 19 El Indio

## Automotores producidos

### Fábrica de Automóviles

#### Automóviles
- Justicialista
- Sedan Institec
- Rural Institec
- Rural Gauchita
- Gran Sport sin capota
- Sedan Graciela
- Automóvil Sport 1954 con capota desmontable
- Sport V8
- Automóvil Sedan GW
- Sport 1955 capota fija
- Sport 1955
- Gran Sport V8
- Cupe Gran Sport

#### Utilitarios
- Camioncito Institec
- Furgoncito Institec
- Rural R63
- Pick Up Cabure
- Taxi T63
- Rastrojero
- Chata acoplado
- Ómnibus Savien

### Fábrica de Tractores y Motocicletas
- Tractor Pampa
- Tractor Fiat
- Moto Puma

## Galería de imágenes

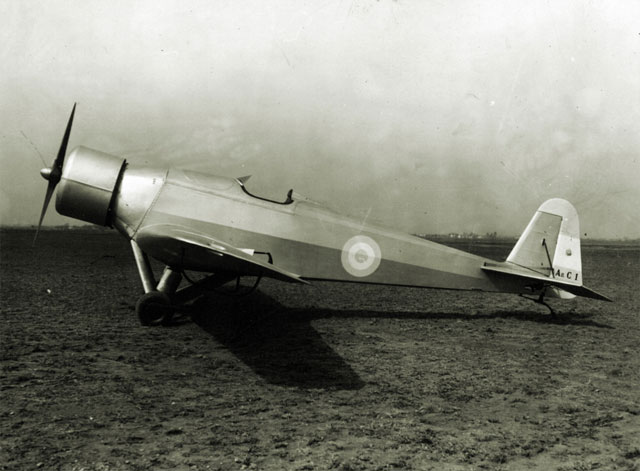
Prototipo FMA AeC.1 (1931)
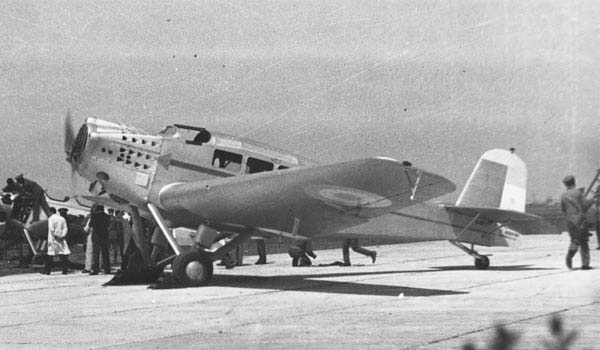
FMA AeT.1 (1933)
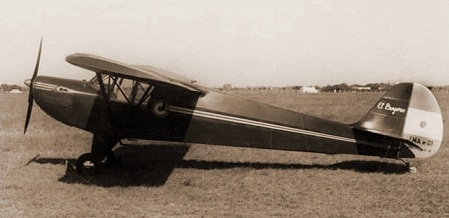
FMA 20 El Boyero (1940)
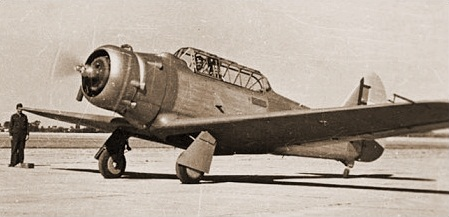
Prototipo de entrenador FMA 21 (1943)
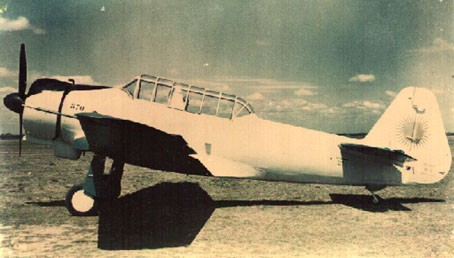
Entrenador avanzado I.Ae. 22 DL (1944)
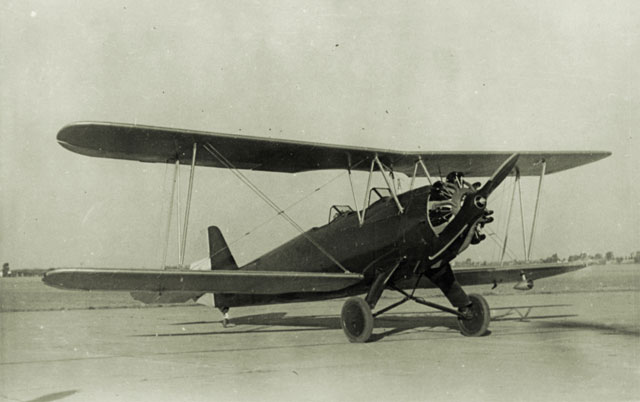
Entrenador I.Ae. 23, derivado del FW-44J Stieglitz (1944)
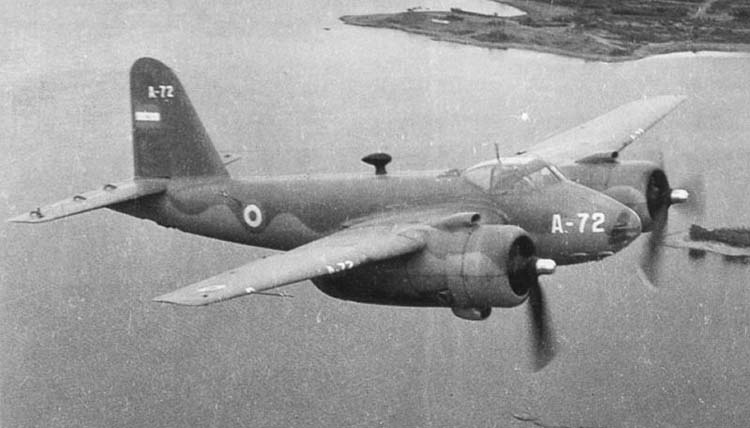
I.Ae. 24 Calquin, c.1950
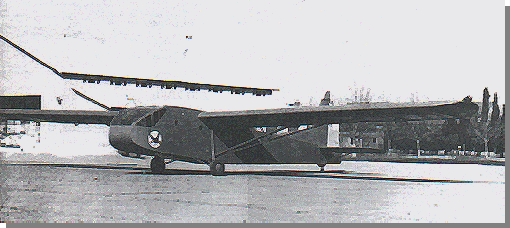
Prototipo de planeador de asalto I.Ae. 25 Mañque (1945)
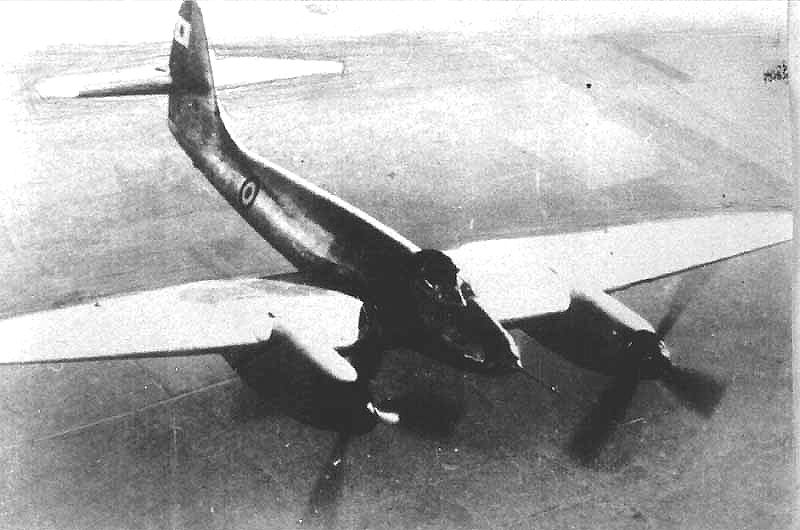
I.Ae. 30 Ñancú (1948)
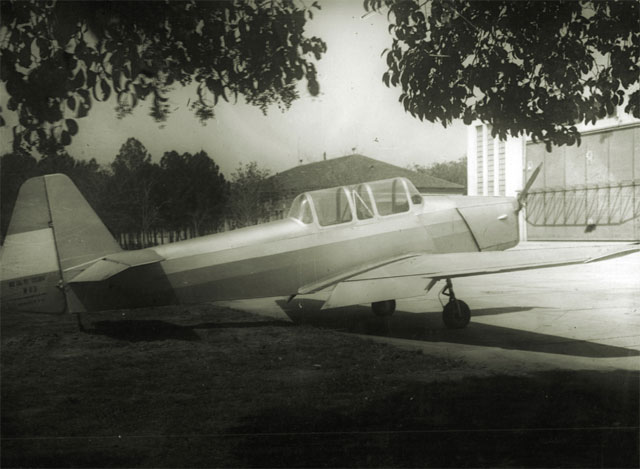
IAe.31 Colibrí (1947)
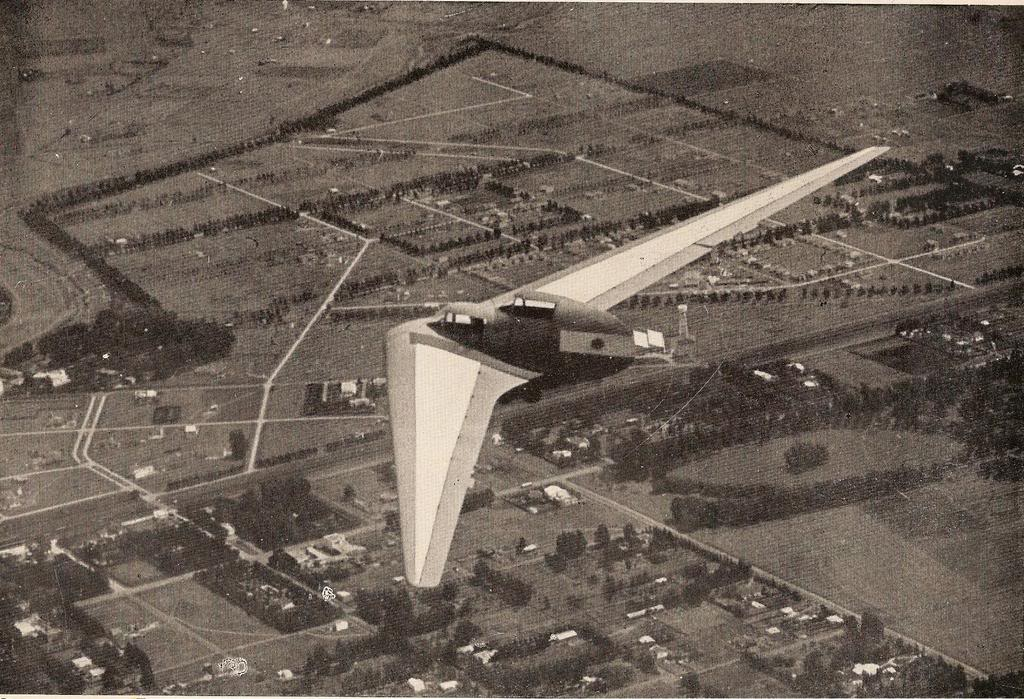
I.Ae. 34 Clen Antú, planeador de ala volante diseñado por Reimar Horten.
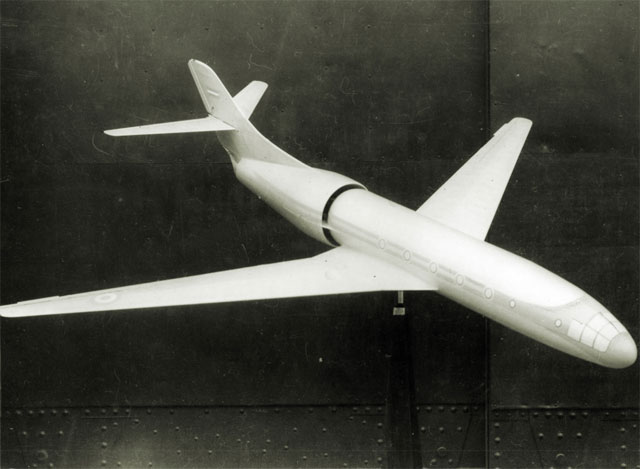
Maqueta del I.A. 36 Cóndor, avión de pasajeros diseñado por Kurt Tank, principios de 1950.
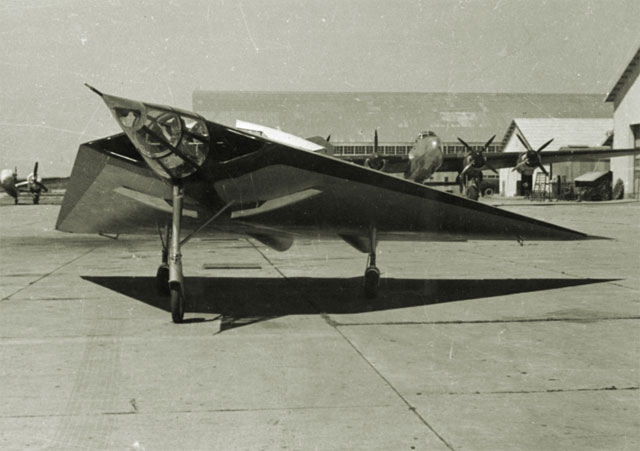
FMA I.Ae. 37, prototipo de caza (1953)
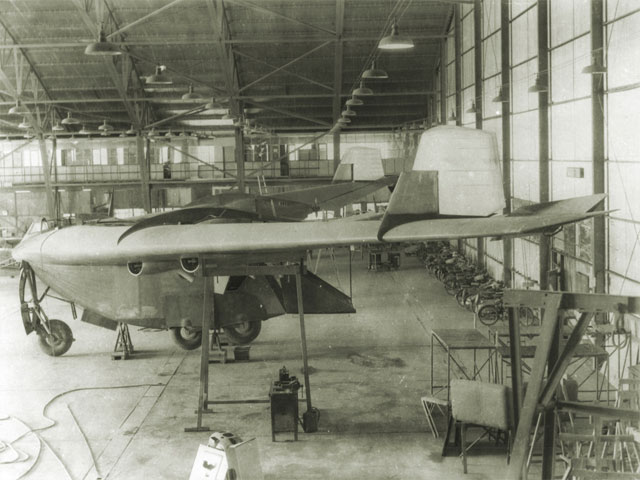
«IA-38 » un «ala volante» con una gran bodega que permitía transportar hasta 6 toneladas de carga. Diseñado para trasladar frutas y productos del campo, desde zonas con escasa infraestructura vial.
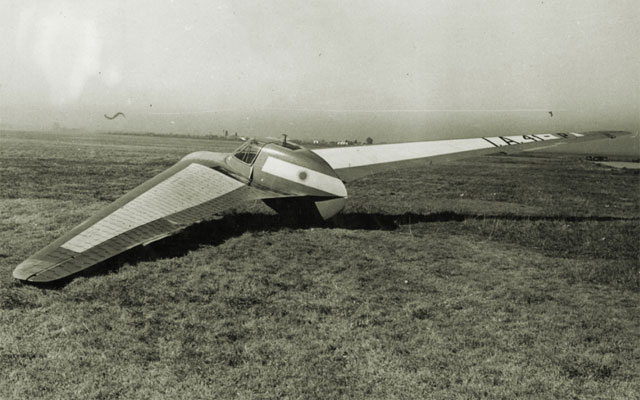
Planeador de ala volante IAe.41 Urubú (1953)
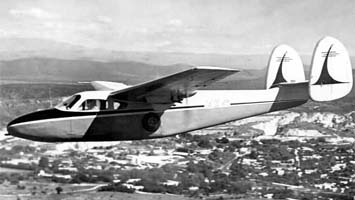
Avión de transporte ligero IA 45 Querandi (1957)
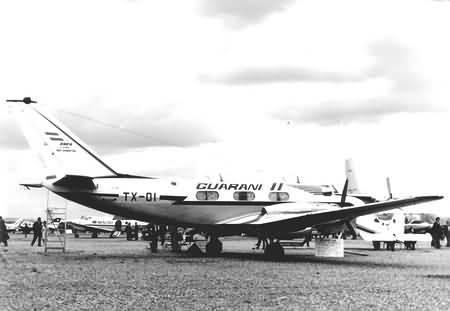
«IA 50 Guaraní II», un avión de transporte y usos múltiples.
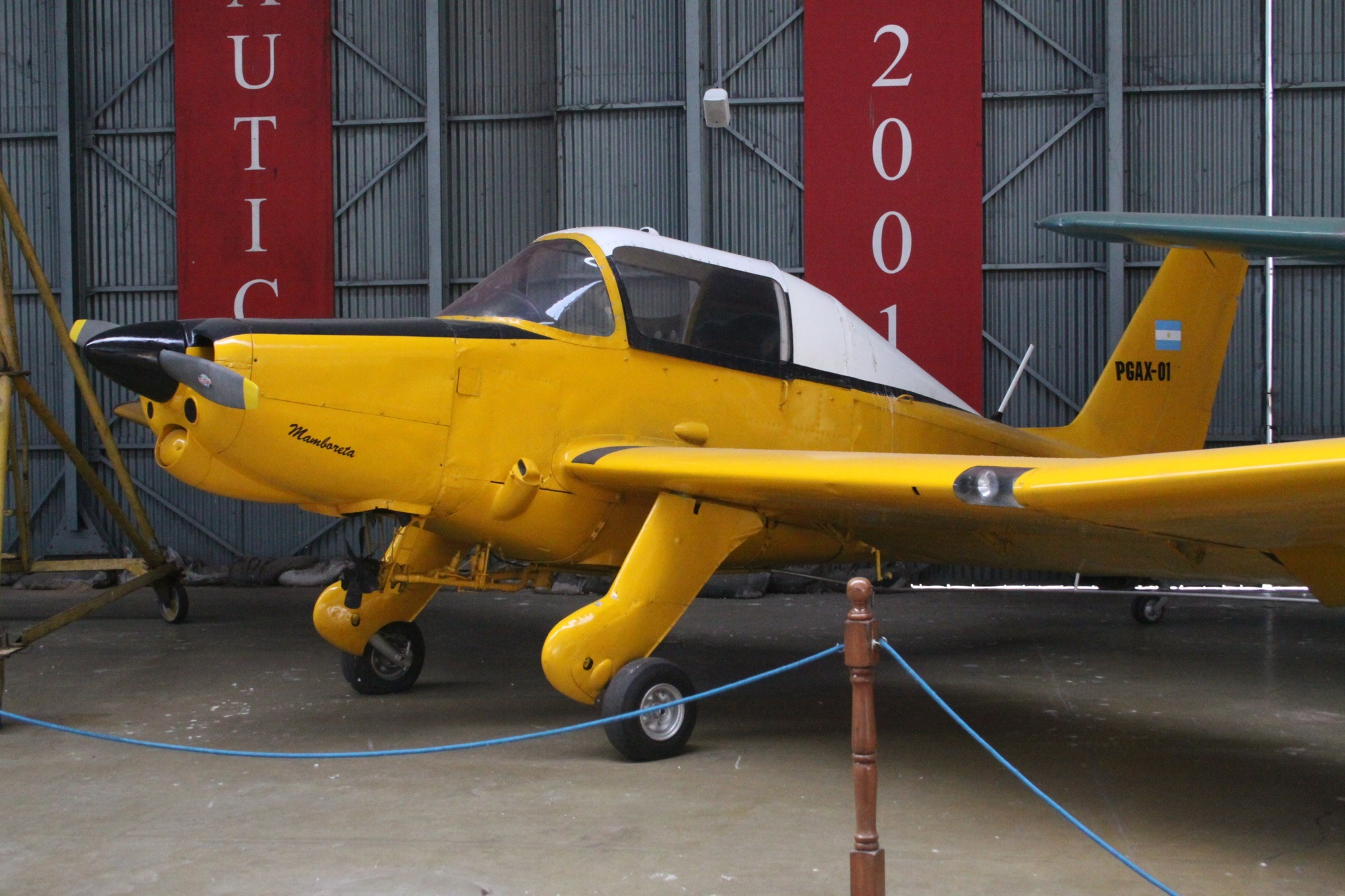
Avión agrícola IA 53 Mamboretá  (mediados de 1960s)
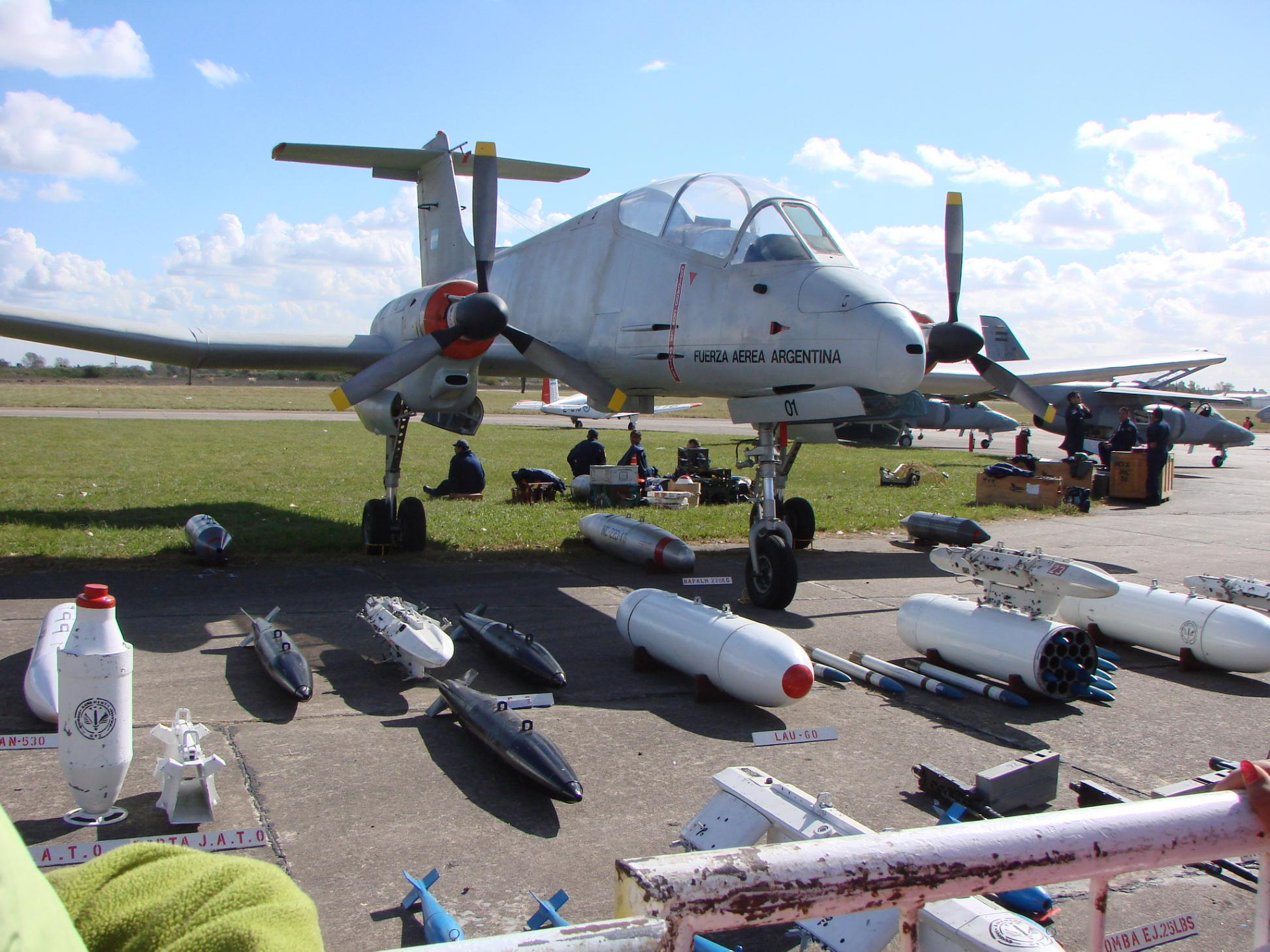
«IA-58 Pucara», el avión con mayor éxito de la compañía.
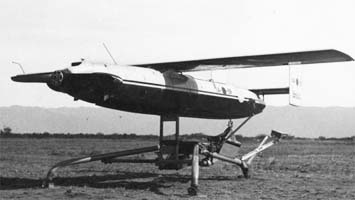
IA-59, prototipo de vehículo aéreo no tripulado, principios de 1970s
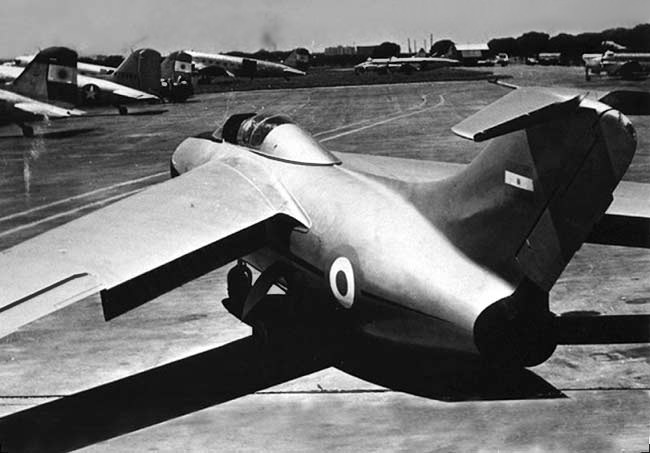
«Pulqui II» Desarrollo de la FMA, uno de los primeros reactores del hemisferio sur.
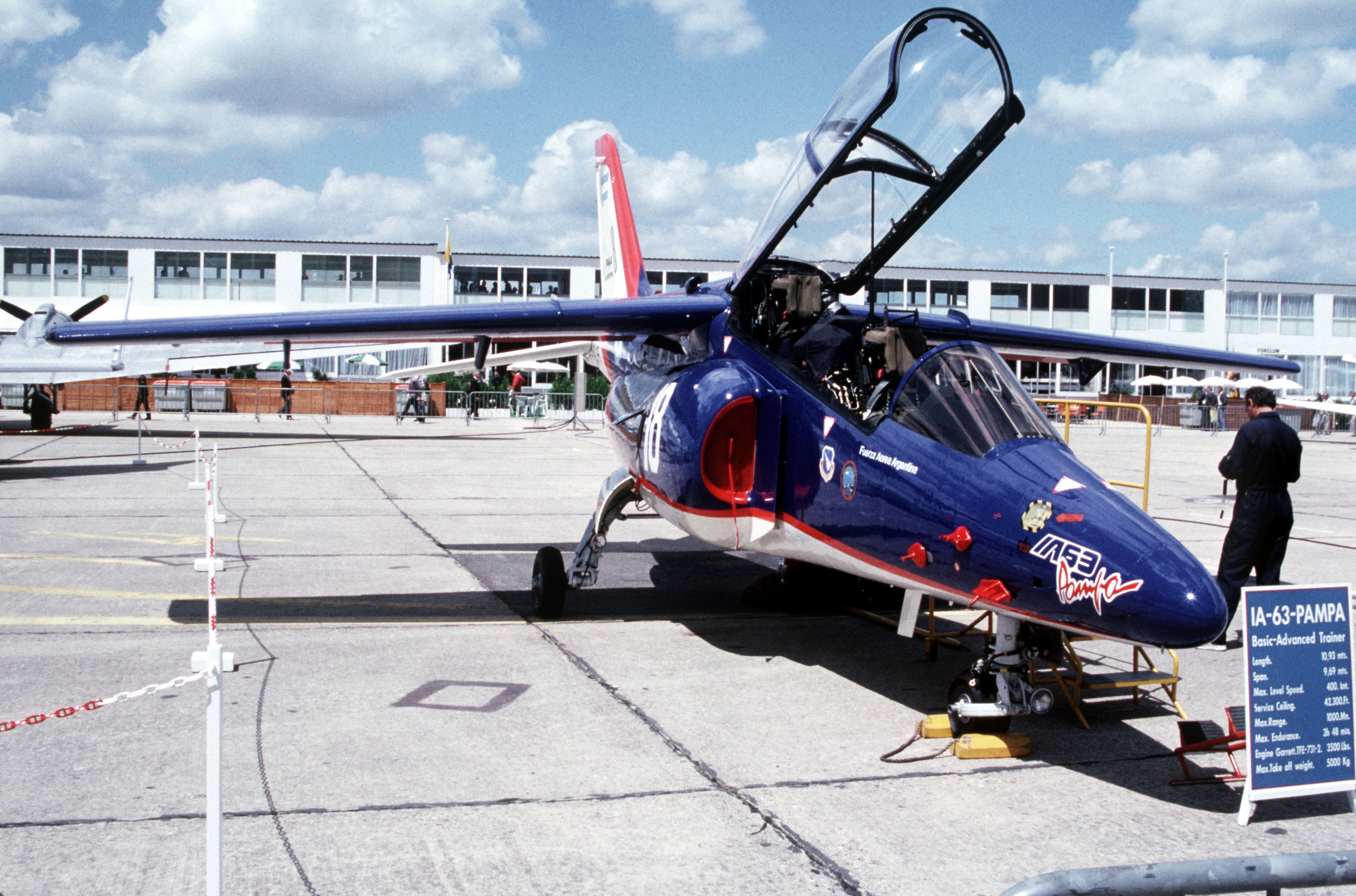
«IA-63 Pampa» en la exposición aeronáutica de París de 1991
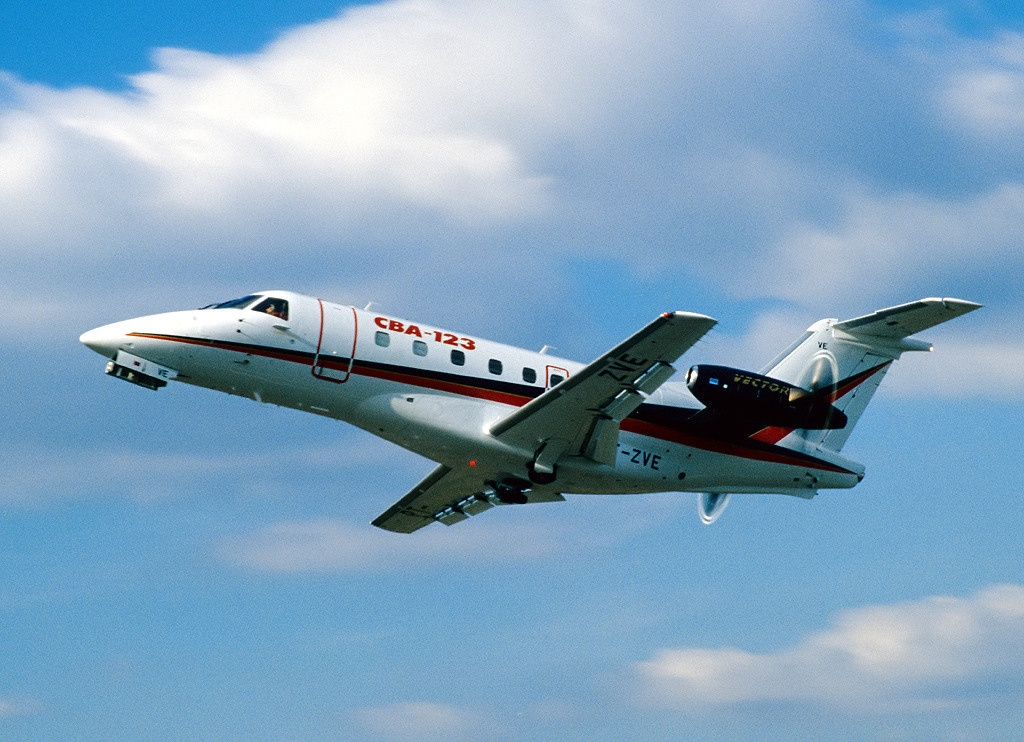
Embraer/FMA CBA 123 Vector, década de 1990